# Siyanda Xulu
Siyanda Xulu est un footballeur international sud-africain, né le 30 décembre 1991 à Durban. Il joue au poste de défenseur central.

## Biographie

### En sélection nationale
En décembre 2023, il est retenu dans la liste des vingt-sept joueurs sud-africains sélectionnés par Hugo Broos pour disputer la Coupe d'Afrique des nations 2023.

## Palmarès
| Mamelodi Sundowns FC - Coupe d'Afrique du Sud (1) : - Vainqueur : 2011-12. |  | FK Rostov - Coupe de Russie (1) : - Vainqueur : 2013-14. |